# Camarajibe
De Camarajibe (ook gespeld als Camaragibe) is een rivier in het Noordoosten van Brazilië. De bronnen liggen in de Serra da Palha en de Serra Galho do Meio. In het stroomgebied wordt suikerriet geteeld en vee gehouden. In de monding zijn nog kleine stukken mangrovebos te vinden.